# Niestabilność mikrosatelitarna
Niestabilność mikrosatelitarna (ang. microsatellite instability; MSI) – cecha fenotypu mutatorowego w nowotworach dziedzicznych i sporadycznych, z różną częstością. 
Niestabilność mikrosatelitarna polega na zmianie długości (wielkości) alleli na skutek zwiększania lub zmniejszania liczby powtórzeń nukleotydów. Mechanizm molekularny niestabilności mikrosatelitarnej nie jest do końca wyjaśniony. Przyjmuje się obecnie dwie teorie. Jedna zakłada, że MSI wynika z nieprawidłowości podczas rekombinacji DNA, druga - z tzw. poślizgu polimerazy DNA. Podczas replikacji odcinka DNA dwa łańcuchy DNA: matrycowy i nowo syntetyzowany rozdzielają się, a następnie łączą się w błędnej konfiguracji. Jeżeli błędnie sparowane zasady są zlokalizowane w nowo syntetyzowanym łańcuchu, to kontynuowanie wydłużania łańcucha będzie powodować zwiększenie długości odcinka DNA. Niewłaściwe sparowane zasady umiejscowione na matrycowym łańcuchu DNA będą powodować utratę jego krótkich odcinków. Badania nad MSI w nowotworach doprowadziły do zidentyfikowania genów kodujących białka rozpoznające błędnie sparowane zasady poprzez wycinanie i wymianę na właściwe nukleotydy. Ten system naprawy DNA nazwany został systemem źle sparowanych zasad. 